# Jon Kleinberg
Jon Michael Kleinberg (Boston, 1971) è un informatico statunitense.
Interessato alla teoria del mondo piccolo e alla teoria dei sei gradi di separazione, ha lavorato all'algoritmo HITS.
Nel 2006 è stato pubblicato il libro Algorithm Design, redatto insieme ad Éva Tardos.